# Zhangwan Shuiku
Zhangwan Shuiku (kinesiska: 张湾水库) är en reservoar i Kina. Den ligger i den autonoma regionen Ningxia, i den nordvästra delen av landet, omkring 230 kilometer söder om regionhuvudstaden Yinchuan. Arean är 0,51 kvadratkilometer. Trakten runt Zhangwan Shuiku består i huvudsak av gräsmarker. Den sträcker sig 1,9 kilometer i nord-sydlig riktning, och 0,7 kilometer i öst-västlig riktning.
Genomsnittlig årsnederbörd är 562 millimeter. Den regnigaste månaden är september, med i genomsnitt 116 mm nederbörd, och den torraste är december, med 2 mm nederbörd.